# Никифорова, Валентина Ивановна
Валенти́на Ива́новна Ники́форова (в девичестве Кра́сикова; 23 марта 1922, Ленинград — 23 мая 2016, там же) — советский и российский тренер по лёгкой атлетике, преподавательница ГДОИФК им. П. Ф. Лесгафта и ЛГПИ им. А. И. Герцена, тренер-преподаватель СДЮСШОР Кировского района Санкт-Петербурга. Общий тренерский стаж — 65 лет, заслуженный тренер РСФСР. Как спортсменка является двукратной чемпионкой СССР по лёгкой атлетике. Мастер спорта СССР (1946).

## Биография
Родилась 23 марта 1922 года в Ленинграде. Занималась лёгкой атлетикой в добровольном спортивном обществе «Буревестник», проходила подготовку под руководством заслуженных тренеров П. И. Козловского и Г. И. Никифорова (своего будущего мужа).
Как спортсменка наибольшего успеха добилась в сезоне 1945 года, когда одержала победу на чемпионате СССР сразу в двух спринтерских дисциплинах. Год спустя также стала призёркой всесоюзного первенства по лёгкой атлетике. Выполнила норматив мастера спорта СССР.
В период 1944—1950 годов училась и преподавала в Государственном институте физической культуры имени П. Ф. Лесгафта. В 1963—1964 годах являлась преподавательницей Ленинградского государственного педагогического института имени А. И. Герцена. Затем в течение нескольких десятилетий тренировала начинающих легкоатлеток в Детско-юношеской спортивной школе Кировского района (ныне — Специализированная детско-юношеская спортивная школа олимпийского резерва).
За долгие годы тренерской деятельности подготовила множество талантливых спортсменок, в том числе тринадцать мастеров спорта и трёх мастеров спорта международного класса. В 1970-х — 1980-х годах готовила прыгуний в высоту техникой «фосбери-флоп», её воспитанницы Марина Серкова, Елена Топчина и Виктория Фёдорова добились на этом поприще больших успехов, выигрывали первенства РСФСР, СССР и Европы. В середине 1990-х годов сменила специализацию на прыжки в длину и тройные прыжки, разработала собственные методические пособия в этих дисциплинах, многие из её учениц добились успеха на всероссийском уровне, особенно титулованными спортсменками являются прыгуньи Зоя Полухина и Наталья Кузьмич.
В общей сложности занималась тренерско-преподавательской деятельностью 65 лет, удостоена почётного звания «Заслуженный тренер РСФСР».
Вырастила и воспитала двоих дочерей Марину и Галину. Марина Сидорова (Никифорова) — бронзовая призёрка чемпионата Европы 1971 года в эстафете, неоднократная чемпионка и рекордсменка СССР в спринте, барьерном беге и эстафетах, участница Олимпийских игр 1972 года в Мюнхене.
Умерла 23 мая 2016 года в Санкт-Петербурге в возрасте 94 лет. Похоронена на Северном кладбище Санкт-Петербурга.